# Vracov

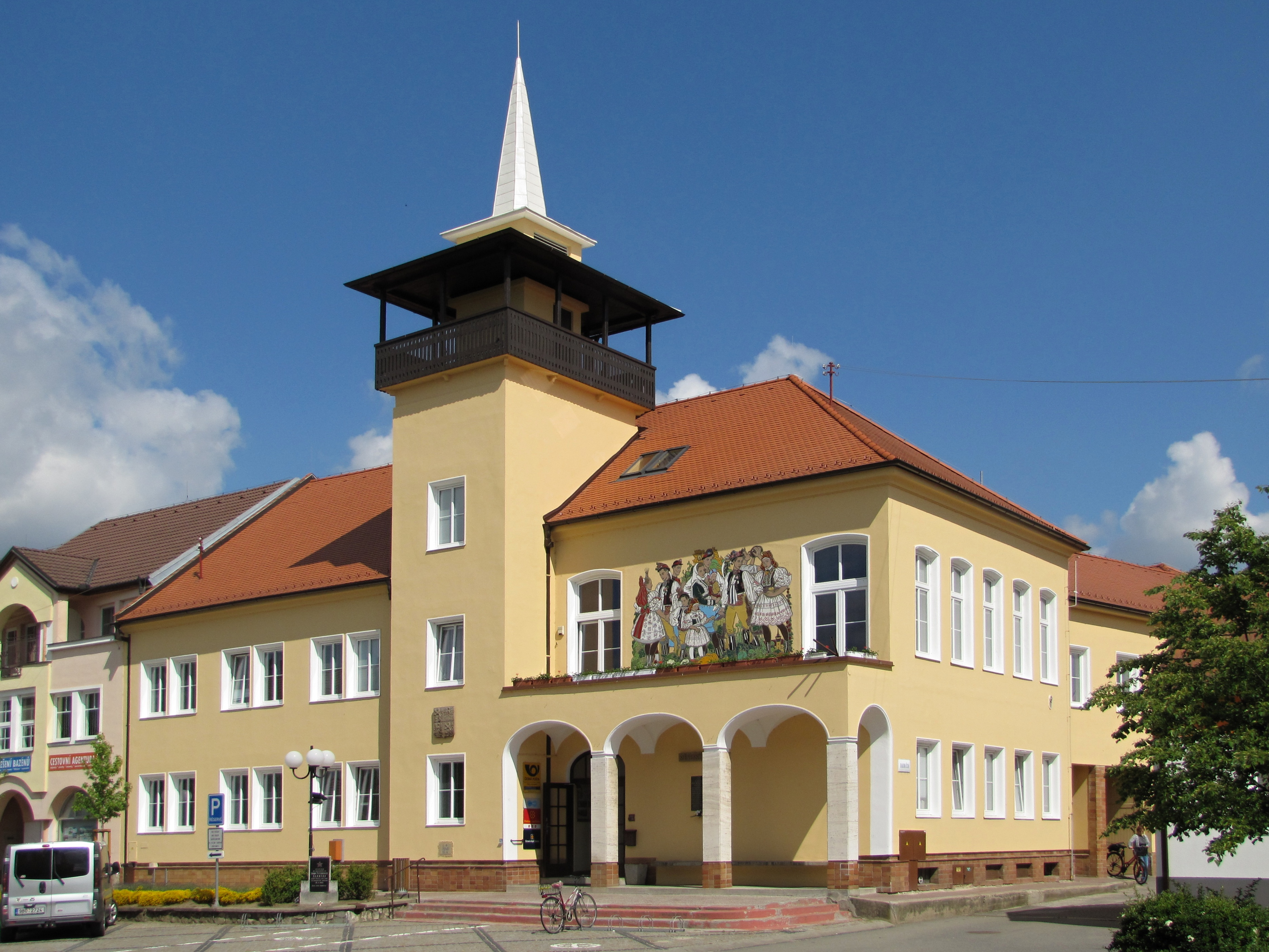
Rathaus von Vracov

Vracov (deutsch Wratzow, älter auch Prazowe, Prazow) ist eine Stadt in Tschechien. Sie liegt sieben Kilometer südöstlich von Kyjov und gehört zum Okres Hodonín.

## Geographie
Die südmährische Weinstadt liegt im Quellgebiet des Vracovkský potok und wird im Norden von Weinbergen und südlich von einem ausgedehnten Waldgebiet umgeben. Der Bach, durch dessen Talmulde die Eisenbahn führt, teilt die Stadt. Nördlich befindet sich der historische Teil und südlich die neue Siedlung. Vracov liegt an der Staatsstraße 54 und der Eisenbahnstrecke zwischen Kyjov und Veselí nad Moravou.
Nachbarorte sind Žádovice und Žeravice im Norden, Těmice im Nordosten, Bzenec im Osten, Vacenovice und Milotice im Südwesten, Skoronice und Vlkoš im Westen sowie Kelčany im Nordwesten.

## Geschichte
Vermutlich wurde der 1201 erstmals erwähnte Ort während der Zeit der Herrschaft der mährischen Přemysliden angelegt. Der Name Vracov leitet sich von Vrac, einer Dimutivform des Namens Vratislav ab.
Konstanze von Ungarn besaß 1231 sowohl in Hodonín als auch in Bzenec Stützpunkte, die zu ihrer Mitgift gehörten. Die Königin war auch die Stifterin der Stadtkirche St. Laurentius. Ihr Enkel Ottokar II. Přemysl gliederte Vracov dem Břeclaver Kreis zu. Zusammen mit der Stadt und Burg Břeclav wurde auch Vracov 1264 an Wilhelm von Hustopeč verpfändet, der den Ort zu einem Verwaltungszentrum in Südostmähren ausbaute und seinen Besitz in den Břeclaver und den Vracover Kreis teilte. Vracov erhielt dabei den Status eines Gerichtssitzes. Nach der Auflösung wurde Vracov königliche Herrschaft und wurde später der mährischen Kammer zugeordnet. Wenzel II. (Böhmen) verlegte den Kreissitz nach Bzenec, wo er eine neue gotische Burg erbauen ließ. Nach dem Erlöschen der Přemysliden fiel Vracov an Johann von Luxemburg.
Johann erhob zu Beginn des 14. Jahrhunderts Vracov zum Markt und verließ des Recht zum Führen des Siegels, auf dem drei Türme dargestellt sind. In der nachfolgenden Zeit wurde der Weinberg vergrößert. Zwischen 1427 und 1428 belagerten die Hussiten unter Andreas Prokop die Burg Bzenec und zerstörten sie. 1517 erhielt Vracov den Status eines Marktfleckens und das Braurecht verliehen.
1568 erwarb der schlesische Adlige Kaspar Pruskowski von Proskau die Herrschaft und siedelte zur Belebung der Wirtschaft deutsche Handwerker an.
1848 wurde Wratzow nach der Ablösung der Patrimonialherrschaften zur selbstständigen Marktgemeinde. Zum 1. Jänner 1967 wurden die Stadtrechte verliehen.

## Söhne und Töchter der Stadt
- Karl Teller (1888–1944), Schriftsteller
- Karl Franz Johann Chudoba (1898–1976), Mineraloge und Petrologe
- Josef Somr (1934–2022), Schauspieler